# Carina Zacharias
Carina Zacharias (* 25. Juni 1993 in Aachen) ist eine deutsche Autorin mit dem Schwerpunkt Kinder- und Jugendliteratur sowie Fantasy.

## Leben und Wirken
Carina Zacharias wuchs in Aachen auf und begann schon während ihrer Schulzeit mit dem Schreiben von Kurzgeschichten. Den Traum Autorin zu werden verfolgte sie auch während ihres Studiums der Landschaftsökologie und Nachhaltigkeit sowie ihrer anschließenden Berufsausübung.
Seit 2009 konnte Zacharias ihre Geschichten im Papierfresserchens MTM-Verlag erstmals einem breiten Leserkreis anbieten, ihre späteren Bücher erschienen bisher mehrheitlich im Verlag Bastei Lübbe und aktuell im Wunderhaus Verlag von Sebastian Lohse, vereinzelt auch als Hörbücher.
Im Jahr 2014 war sie mit ihrer Fantasy-Geschichte „Rettung aus dem All“ auf der lit.cologne vertreten und erschien mit dieser Kurzgeschichte, die eine von vier Gewinnergeschichten im Rahmen eines Kurzgeschichtenwettbewerbs für Nachwuchsautoren und -autorinnen war, im Sammelband „Green Fiction“, der im Bastei Verlag herausgegeben wurde. Mit ihrem Fantasy-Roman „Emba – Magische Wahrheit“ stand sie im Jahr 2017 auf der Shortliste der besten fünf Nominierten in der Kategorie „Bester Deutscher Roman“ des Deutschen Phantastik Preises.
Darüber hinaus ist Zacharias als Influencerin unterwegs und betreibt seit 2018 den YouTube-Kanal „Bücherwelten“, wo sie sich und ihre Geschichten präsentiert.

## Publikationen (Auswahl)
- Der Wunschbengel, Papierfresserchens MTM-Verlag, Bodolz 2009, ISBN 978-3-940367-42-6
- Luramos – der letzte Drache, Papierfresserchens MTM-Verlag, Bodolz 2010, ISBN 978-3-86196-013-3
- Das geheime Buch, Deutsche Literaturgesellschaft, Berlin 2013, ISBN 978-3-86215-311-4
- Emba – Bittersüße Lüge, Bastei Entertainment, Köln 2016, ISBN 978-3-7325-2686-4
- Emba – Magische Wahrheit, Bastei Entertainment, Köln 2017, ISBN 978-3-7325-2832-5
- Theos und Junas weite Reise, Mara Kreimeier (Illustrationen), in Kooperation mit dem WWF Deutschland, Kindle Edition, 2017, ISBN 978-1521791127
- The Lost Prophecy – Zu Staub zerfallen, Markus Weber (Illustrationen), Bastei Entertainment, Köln 2018, ISBN 978-3-7325-5293-1
- The Lost Prophecy – Vom Sturm erweckt, Markus Weber (Illustrationen), Bastei Entertainment, Köln 2018, ISBN 978-3-7325-5292-4
- The Lost Prophecy – Aus Flammen geboren, Markus Weber (Illustrationen), Bastei Entertainment, Köln 2018, ISBN 978-3-7325-5294-8
- The Lost Prophecy – Zum Leben erwacht, Markus Weber (Illustrationen), Bastei Entertainment, Köln 2019, ISBN 978-3-7325-5296-2
- The Lost Prophecy – Von Wellen getragen, Markus Weber (Illustrationen), Bastei Entertainment, Köln 2019, ISBN 978-3-7325-5295-5
- Minna und die Magische Stadt, Fantasy, Wunderhaus Verlag, Dresden 2022, ISBN 978-3-96372-071-0

### Hörbücher
- Hashtag Stalker, Sprecherin: Diana Margolina, Rosenhaus 9 – Nr. 13, 2020